# Jiří Polanský
Jiří Polanský (* 18. prosince 1981 Brno) je bývalý český hokejový útočník.

## Vyřazení čísla
29. listopadu 2024 v rámci utkání 23. kola  extraligy v němž HC Oceláři Třinec přivítali HC Olomouc zástupci klubu vyřadili ze sady dresů a vyvěsili pod strop Werk Arény symbolicky dres s číslem 23, který Polanský nosil 18 sezón. Stal se pátým hráčem, kterému se dostalo této pocty. Před ním to byli tito hráči: Jan Peterek, Ľubomír Sekeráš, Richard Král, Radek Bonk

## Ocenění a úspěchy
- 2005 1.ČHL – Nejproduktivnější junior
- 2014 ČHL – Nejlepší hráč na vhazování
- 2018 ČHL – Nejlepší hráč na vhazování
- 2018 ČHL – Nejlepší hráč v pobytu na ledě (+/-) v playoff

## Prvenství
- Debut v ČHL – 29. září 2000 (HC Chemopetrol Litvínov proti HC Oceláři Třinec)
- První gól v ČHL – 3. ledna 2003 (HC Havířov Panthers proti HC Chemopetrol Litvínov, českému brankáři Lukáši Hronkovi)
- První asistence v ČHL – 10. ledna 2003 (Bílí Tygři Liberec proti HC Havířov Panthers)
- První hattrick v ČHL – 27. ledna 2006 (HC Oceláři Třinec proti HC Rabat Kladno)

## Klubová statistika
| Sezóna       | Klub                   | Soutěž       |     | Základní část | Základní část | Základní část | Základní část | Základní část |    | Play off | Play off | Play off | Play off | Play off |
| Sezóna       | Klub                   | Soutěž       | Z   | G             | A             | B             | TM            | Z             | G  | A        | B        | TM       |          |          |
| 2000-01      | HC Oceláři Třinec      | ČHL          | 4   | 0             | 0             | 0             | 2             | —             | —  | —        | —        | —        |          |          |
| 2000-01      | HC Ytong Brno          | 1.ČHL        | 32  | 11            | 16            | 27            | 22            | —             | —  | —        | —        | —        |          |          |
| 2001-02      | MsHK KP Žilina         | SHL          | 49  | 4             | 11            | 15            | 34            | —             | —  | —        | —        | —        |          |          |
| 2002-03      | MsHK KP Žilina         | SHL          | 19  | 3             | 3             | 6             | 8             | —             | —  | —        | —        | —        |          |          |
| 2002-03      | HC Havířov Panthers    | ČHL          | 32  | 5             | 4             | 9             | 24            | —             | —  | —        | —        | —        |          |          |
| 2002-03      | HC Sareza Ostrava      | 2.ČHL        | 1   | 0             | 0             | 0             | 2             | —             | —  | —        | —        | —        |          |          |
| 2003-04      | HC Oceláři Třinec      | ČHL          | 48  | 7             | 7             | 14            | 67            | 7             | 3  | 2        | 5        | 27       |          |          |
| 2003-04      | HC Slezan Opava        | 1.ČHL        | 1   | 0             | 0             | 0             | 0             | —             | —  | —        | —        | —        |          |          |
| 2004-05      | HC Oceláři Třinec      | ČHL          | 48  | 7             | 5             | 12            | 20            | —             | —  | —        | —        | —        |          |          |
| 2005-06      | HC Oceláři Třinec      | ČHL          | 49  | 10            | 17            | 27            | 50            | 4             | 4  | 0        | 4        | 2        |          |          |
| 2006-07      | HC Oceláři Třinec      | ČHL          | 45  | 13            | 14            | 27            | 113           | 9             | 0  | 6        | 6        | 22       |          |          |
| 2007-08      | HC Oceláři Třinec      | ČHL          | 30  | 5             | 2             | 7             | 38            | 8             | 3  | 0        | 3        | 6        |          |          |
| 2007-08      | HK Jestřábi Prostějov  | 1.ČHL        | 2   | 2             | 0             | 2             | 6             | —             | —  | —        | —        | —        |          |          |
| 2008-09      | HC Oceláři Třinec      | ČHL          | 52  | 18            | 32            | 50            | 84            | 5             | 0  | 1        | 1        | 10       |          |          |
| 2009-10      | HC Oceláři Třinec      | ČHL          | 50  | 14            | 22            | 36            | 76            | 5             | 0  | 1        | 1        | 6        |          |          |
| 2010-11      | HC Oceláři Třinec      | ČHL          | 52  | 15            | 23            | 38            | 70            | 18            | 2  | 5        | 7        | 16       |          |          |
| 2011-12      | HC Oceláři Třinec      | ČHL          | 52  | 9             | 15            | 24            | 66            | 5             | 0  | 2        | 2        | 8        |          |          |
| 2011-12      | HC VCES Hradec Králové | 1.ČHL        | 1   | 0             | 0             | 0             | 10            | —             | —  | —        | —        | —        |          |          |
| 2012-13      | HC Oceláři Třinec      | ČHL          | 52  | 16            | 30            | 46            | 62            | 11            | 1  | 8        | 9        | 14       |          |          |
| 2013-14      | HC Oceláři Třinec      | ČHL          | 52  | 17            | 29            | 46            | 48            | 11            | 2  | 6        | 8        | 14       |          |          |
| 2014-15      | HC Oceláři Třinec      | ČHL          | 46  | 18            | 25            | 43            | 6             | 16            | 5  | 5        | 10       | 14       |          |          |
| 2015-16      | HC Oceláři Třinec      | ČHL          | 50  | 14            | 19            | 33            | 44            | 5             | 3  | 2        | 5        | 4        |          |          |
| 2016-17      | HC Oceláři Třinec      | ČHL          | 25  | 5             | 10            | 15            | 14            | —             | —  | —        | —        | —        |          |          |
| 2016-17      | EHC Olten              | NLB          | 13  | 10            | 9             | 19            | 20            | 5             | 4  | 0        | 4        | 8        |          |          |
| 2017-18      | HC Oceláři Třinec      | ČHL          | 49  | 8             | 10            | 18            | 20            | 18            | 7  | 8        | 15       | 12       |          |          |
| 2018-19      | HC Oceláři Třinec      | ČHL          | 43  | 7             | 14            | 21            | 65            | 16            | 4  | 2        | 6        | 34       |          |          |
| 2018-19      | HC Frýdek-Místek       | 1.ČHL        | 1   | 1             | 0             | 1             | 0             | —             | —  | —        | —        | —        |          |          |
| 2019-20      | HC Oceláři Třinec      | ČHL          | 33  | 1             | 1             | 2             | 8             | —             | —  | —        | —        | —        |          |          |
| 2019-20      | HC Frýdek-Místek       | 1.ČHL        | 1   | 0             | 0             | 0             | 2             | —             | —  | —        | —        | —        |          |          |
| Celkem v ČHL | Celkem v ČHL           | Celkem v ČHL | 812 | 189           | 279           | 468           | 931           | 138           | 34 | 48       | 82       | 189      |          |          |

## Reprezentace
| Rok                       | Tým                       | Soutěž                    | Z | G | A | B | TM |
| ------------------------- | ------------------------- | ------------------------- | - | - | - | - | -- |
| 1999                      | Česko 18                  | MS-18                     | 7 | 0 | 0 | 0 | 2  |
| Juniorská kariéra celkově | Juniorská kariéra celkově | Juniorská kariéra celkově | 7 | 0 | 0 | 0 | 2  |